# Polycentropus flavus
Polycentropus flavus är en nattsländeart. Polycentropus flavus ingår i släktet Polycentropus och familjen fångstnätnattsländor. Inga underarter finns listade i Catalogue of Life.